# بورگن‌لاند
بورگن‌لاند (Burgenland )  ; کم‌جمعیت‌ترین ایالت اتریش است و در منتهی‌الیه شرق این کشور قرار دارد. فاصلهٔ شمالی‌ترین نقطهٔ این ایالت تا جنوبی‌ترینِ آن ۱۶۶ کیلومتر است. ایالت بورگن‌لاند ایالت کم‌عرضی است و نقاط شرقی به غربیِ آن کوتاه و کم‌فاصله هستند، به‌طوری‌که این فاصله در برخی نقاط تنها ۵ کیلومتر است. مرکز ایالت بورگن‌لاند شهر آیزن‌اشتات است.
این ایالت از دو شهر  و هفت منطقه روستایی تشکیل شده و در مجموع 171 شهرداری دارد.